# Oliver Neuville
Oliver Neuville (ur. 1 maja 1973 w Locarno w Szwajcarii) – były niemiecki piłkarz grający na pozycji napastnika w m.in. Bayerze Leverkusen czy Borussii Mönchengladbach.

## Życiorys
W reprezentacji Niemiec zadebiutował 2 września 1998 meczem z Maltą. W kadrze występował do 2008. Polskim kibicom pozostał w pamięci jako strzelec zwycięskiego gola dla Niemiec w meczu z Polską w doliczonym czasie gry (1:0) podczas Mistrzostwa Świata 2006.

## Sukcesy
Klubowe
- Mistrzostwo Szwajcarii 1994 z Servette FC
- Wicemistrzostwo Niemiec 2000 i 2002 z Bayerem Leverkusen
- Finał Pucharu Niemiec 2002 z Bayerem Leverkusen
- Finał Ligi Mistrzów 2002 z Bayerem Leverkusen
- Awans do Bundesligi 2008 z Borussią Mönchengladbach

Reprezentacyjne
- Srebrny medal Mistrzostw Świata 2002
- Brązowy medal Mistrzostw Świata 2006
- Srebrny medal Mistrzostw Europy 2008

## Życie prywatne
Urodził się w szwajcarskim mieście Locarno (włoskojęzyczna część kraju). Jego ojciec Jupp Neuville pochodził z Akwizgranu, a matka z Kalabrii (Włochy). Od 18. roku życia posiadał obok niemieckiego, także włoskie obywatelstwo (obecnie jest już tylko obywatelem Niemiec). Jego nazwisko pochodzi od belgijskiego dziadka. Ma syna Larsa, ale nie jest żonaty. Mieszka w Mönchengladbach-Windberg.